# As Vantagens de Ser Invisível (filme)
The Perks of Being a Wallflower (bra/prt: As Vantagens de Ser Invisível) é um filme de drama de 2012, escrito e dirigido por Stephen Chbosky, baseado em seu próprio romance. O filme, estrelado por Logan Lerman, segue Charlie, um adolescente que lida com depressão e ansiedade em seu primeiro ano do ensino médio. O elenco também inclui Emma Watson e Ezra Miller.
Originalmente, John Hughes tentou adaptar o romance, mas nunca concluiu o roteiro. A Mr. Mudd Productions então contratou Chbosky para adaptar sua própria obra. As filmagens ocorreram em Pittsburgh, Pensilvânia, a partir de maio de 2011, e duraram cerca de cinquenta dias. Este é o terceiro filme de John Malkovich, Lianne Halfon e Russell Smith, com a Mr. Mudd Productions, a retratar adolescentes problemáticos, seguindo Ghost World e Juno.
O filme estreou em 8 de setembro de 2012 no Festival Internacional de Cinema de Toronto e foi lançado nos cinemas dos Estados Unidos em 21 de setembro de 2012 pela Summit Entertainment. Recebeu críticas positivas e foi um sucesso comercial, arrecadando US$ 33,4 milhões com um orçamento de US$ 13 milhões. Entre os prêmios, recebeu o Independent Spirit Award de Melhor Primeiro Filme e o GLAAD Media Awards de Melhor Filme - Grande Lançamento, além de duas indicações ao Critics' Choice Movie Awards.

## Sinopse
Situado em 1992, o jovem estudante do ensino médio Charlie (Logan Lerman), que sofre de depressão clínica, é ajudado por seu professor de inglês, Sr. Anderson (Paul Rudd). Ele se torna amigo dos veteranos Sam (Emma Watson) e Patrick (Ezra Miller). Em uma festa, Charlie, acidentalmente, come um brownie de cannabis e, sob o efeito da droga, confessa a Sam que seu melhor amigo cometeu suicídio. Ele também descobre que Patrick é gay e mantém o segredo.
A fim de ajudar Sam a entrar para a Penn State, Charlie a ajuda a estudar para o SAT, e eles se beijam. O beijo causa desentendimentos com Mary Elizabeth (Mae Whitman), namorada de Charlie, e ele se isola, retornando a depressão e tendo flashbacks de sua tia Helen (Melanie Lynskey). Quando o namorado de Patrick, Brad (Johnny Simmons), o nega publicamente após ser agredido pelo pai, Charlie intervém e defende Patrick, e os três amigos se reconciliam.
Com a partida de Sam para a faculdade, o estado mental de Charlie piora, e ele tem um colapso. Ele é hospitalizado, e a psiquiatra Dra. Burton (Joan Cusack) ajuda-o a se lembrar de que sua tia Helen o abusou sexualmente na infância. Após receber alta, Charlie, Sam e Patrick se reúnem no túnel onde haviam escutado a música "Heroes" de David Bowie. Juntos, eles revivem a experiência de se sentirem "infinitos".

## Elenco
- Logan Lerman como Charlie Kelmeckis
- Emma Watson como Sam
- Ezra Miller como Patrick
- Mae Whitman como Mary Elizabeth
- Paul Rudd como Sr. Anderson, professor de inglês de Charlie
- Nina Dobrev como Candace Kelmeckis, irmã de Charlie
- Charlie Brown como Dennis Anderson, irmão mais novo do Sr. Anderson, que tem um alto vício em bebidas e mulheres. Ele dá pequenos conselhos sobre sexo para Charlie
- Johnny Simmons como Brad
- Erin Wilhelmi como Alice
- Adam Hagenbuch como Bob
- Kate Walsh como Sra. Kelmeckis
- Dylan McDermott como Sr. Kelmeckis
- Melanie Lynskey como Tia Helen
- Joan Cusack como Dra. Burton
- Zane Holtz como Chris Kelmeckis, irmão mais velho de Charlie
- Reece Thompson como Craig, namorado da faculdade de Sam
- Nicholas Braun como Ponytail Derek, namorado de Candace
- Landon Pigg como Peter
- Tom Savini como Sr. Callahan
- Julia Garner como Susan

## Produção

### Desenvolvimento
John Hughes leu o romance e tentou escrever um roteiro depois de receber os direitos de Chbosky; no entanto, ele nunca terminou este roteiro. Hughes usaria o projeto como um retorno na direção com mais estilo de humor negro. Ele tinha em mente determinados atores enquanto escrevia o roteiro, Shia LaBeouf como Charlie, Kirsten Dunst como Sam e Patrick Fugit como Patrick.
Outros cineastas interessados no projeto foram Ron Howard, Richard Linklater, Josh Schwartz, McG, Joel Schumacher, Ryan Murphy e o cineasta britânico Danny Boyle.
Mr. Mudd Productions (produtores de Juno) ficou interessado no projeto e queria que Chbosky adaptasse o filme. Os produtores – John Malkovich, Lianne Halfon e Russell Smith – contrataram Chbosky para escrever uma adaptação de roteiro (em vez de Hughes) e dirigir o filme. Chbosky encontrou valor na metade do roteiro de Hughes, então negociou os direitos dos herdeiros de Hughes e acrescentou seus próprios toques. Em janeiro de 2011, a Summit Entertainment adquiriu direitos de distribuição. No mês seguinte, a Summit procurou um comprador para o projeto no European Film Market, realizado simultaneamente com o Festival Internacional de Cinema de Berlim.
Em maio de 2010, os atores Logan Lerman e Emma Watson foram relatados como em negociações para o projeto e confirmados no ano seguinte. Em abril de 2011, Mae Whitman assinou como Mary Elizabeth e Nina Dobrev como Candace. Paul Rudd foi escolhido como Sr. Anderson no final daquele mês. Em 9 de maio de 2011, Kate Walsh anunciou que foi escalada para o filme como mãe de Charlie e que começou a filmar.

### As filmagens
O filme foi rodado na área metropolitana de Pittsburgh de 9 de maio a 29 de junho de 2011. As filmagens iniciais começaram em em Pittsburgh no bairro South Hills, incluindo Bethel Park, Upper St. Clair e Escola Peters Township High.
Cenas dos personagens do filme The Rocky Horror Picture Show de 1975, foram filmadas em Dormont. Stephen Chbosky tinha visto o filme quando mais jovem, e pediu para alugar o teatro onde foi gravado o filme de 1975.
O filme também tem cenas nos limites da cidade de Pittsburgh dentro da Pitt Tunnel Fort, Fort Pitt Bridge na Interstate 376 e em Mount Washington.

## Música

### Trilha sonora
The Perks of Being a Wallflower (Soundtrack) é a música oficial do livro que virou filme, The Perks of Being a Wallflower (2012). A trilha sonora foi selecionada pela supervisora musical Alexandra Patsavas e a trilha sonora foi composta por Michael Brook. O filme segue os personagens principais Charlie, e os meio-irmãos Patrick e Sam, à medida que crescem ao longo do ensino médio.
O roteirista e diretor Stephen Chbosky escreve nas notas principais do álbum. “Eu os compartilhei com os amigos. E eles compartilharam seus favoritos comigo. Algumas das músicas são populares. Alguns deles não são conhecidos por muitas pessoas. Mas todos eles são ótimos à sua maneira. E como essas músicas significaram muito para mim, eu só queria que você as tivesse como trilha sonora para o que você precisar que elas sejam para a sua vida”.
| Título da música             | Artista                | Duração | Quando aparece no filme                                              |
| ---------------------------- | ---------------------- | ------- | -------------------------------------------------------------------- |
| "Could it Be Another Change" | The Samples            | 3:28    | Créditos de abertura                                                 |
| "Come on Eileen"             | Dexys Midnight Runners | 4:47    | Sam, Patrick e Charlie dançam no baile                               |
| "Tugboat"                    | Galaxie 500            | 3:54    | Sam faz um milk-shake para Charlie                                   |
| "Temptation"                 | New Order              | 5:24    | Charlie vai a uma festa depois de ver Rocky Horror Picture Show      |
| "Evensong"                   | The Innocence Mission  | 3:40    | Sam e Charlie conversam no baile de Sadie Hawkins                    |
| "Asleep"                     | The Smiths             | 4:10    | A primeira música que toca quando Charlie ouve a mixtape de Derek.   |
| "Low"                        | Cracker                | 4:36    | Charlie sem saber come um brownie mágico                             |
| "Teen Age Riot"              | Sonic Youth            | 6:58    | Patrick e Sam deixam Charlie em casa                                 |
| "Dear God"                   | XTC                    | 3:37    | Charlie fala sobre o relacionamento entre Brad e Patrick             |
| "Pearly-Dewdrops' Drops"     | Cocteau Twins          | 4:11    | Montagem do último dia de aula e graduação                           |
| "Charlie's Last Letter"      | Micheal Brook          | 1:48    | Charlie, Sam e Patrick dirigem através de um túnel                   |
| "Heroes"                     | David Bowie            | 6:10    | Sam fica de pé na traseira da caminhonete, para terminar os créditos |

A trilha sonora, com duração de 52 minutos, foi lançada em 1º de agosto de 2012 pela Atlantic Records. A capa da trilha sonora é a mesma do cartaz de lançamento do cinema e mostra os três personagens principais com um pano de fundo verde atrás deles, Sam (Emma Watson) está apoiando a cabeça no ombro de Charlie (Logan Lerman) e Patrick (Ezra Miller), fica do outro lado de Sam olhando para a frente. Escritas acima de suas cabeças estão as palavras: “The Perks of being a Wallflower: The Original Motion Picture Soundtrack”.
A música "It's Time" da banda musical de rock alternativo Imagine Dragons de Las Vegas foi usada no trailer, mas não foi incluída no próprio filme.

### Trilha sonora original
As faixas foram compostas por Michael Brook e lançada em 25 de setembro de 2012. A duração é de 23:41 minutos. A capa mostra cinco pessoas no topo das arquibancadas, com dois personagens levantando os braços alegremente. Isso se refere à cena da graduação no romance.
| Título da música     | Duração no filme |
| -------------------- | ---------------- |
| First Day            | 2:32             |
| Home Again           | 1:40             |
| Charlie Speaks       | 2:03             |
| Candace              | 1:46             |
| Charlie's Gift       | 0:55             |
| Kiss Breakdown       | 5:12             |
| Acid                 | 3:13             |
| Charlie's First Kiss | 3:34             |
| Shard                | 2:47             |

## Lançamento
O filme estava programado para ser lançado em 14 de setembro de 2012, mas foi anunciado em agosto de 2012 que seria lançado uma semana depois, em 21 de setembro de 2012, em cidades selecionadas. O filme continuou a se expandir em 28 de setembro de 2012, com um lançamento nacional em 12 de outubro de 2012. A estreia no Reino Unido foi em 23 de setembro no Festival de Cambridge.

## Classificação
O filme recebeu originalmente uma classificação R por "uso de drogas e álcool por adolescentes e algumas referências sexuais". Os cineastas recorreram e a MPAA mudou para PG-13 por "material temático maduro, uso de drogas e álcool, conteúdo sexual incluindo referências e uma briga - todos envolvendo adolescentes".

### Bilheteria
As Vantagens de Ser Invisível recebeu um lançamento limitado de apenas quatro cinemas nos Estados Unidos apenas em 21 de setembro de 2012, e arrecadou US$ 228 359 dólares em sua abertura, com média de US$ 57 089 dólares por cinema. No Brasil o filme em seus dois primeiros dias de bilheterias alcançou mais de 17 998 mil de espectadores. O longa-metragem faturou US$ 17 742 948 na América do Norte e US$ 15 641 179 em outros países, por um total mundial de US$ 33 384 127.

## Recepção

### Crítica
O filme foi aclamado pela critica com uma classificação de 86% no Rotten Tomatoes, com base em opiniões de 160 críticos, com uma pontuação média de 7,44/10, com o consenso do site que afirma: "As Vantagens de Ser Invisível é uma adaptação sentida e sincera que é reforçado pelo desempenho forte liderança."  Em Metacritic, que atribui uma classificação média ponderada de 100 com base em críticas de críticos, o filme tem uma pontuação de 67 com base em 36 críticas, indicando "críticas geralmente favoráveis".
O critico brasileiro Edu Fernandes do website CinePop disse que: "Além das qualidades de roteiro e trilha sonora do filme, destaca-se o trio de atores principais". Fernandes disse que "são jovens talentos e espera-se que estejam no time A de Hollywood nos próximos anos." o critico deu 4 de 5 estrelas para o longa-metragem.
Roger Ebert, do Chicago Sun-Times, deu ao filme três estrelas e meia em quatro, escrevendo em sua resenha "Todos os meus eus anteriores ainda sobrevivem em algum lugar dentro de mim, e meu adolescente anterior teria adorado As Vantagens de Ser Invisível"
Já o critico Lucas Salgado do website AdoroCinema.com deu criticas positivas para o filme, e com 4 de 5 estrelas, Lucas disse que "O roteiro do filme é inteligente, delicado, divertido e, muitas vezes, duro." O critico disse que o filme trata-se de um raro exemplo de produção estrelada por jovens que pode servir para todo tipo de espectador.
Richard Corliss, da Time criticou o elenco de atores na casa dos vinte anos para interpretar adolescentes, ao contrário do filme Heathers, onde o elenco era na verdade adolescentes.
MTV, Us Weekly e Complex nomearam As Vantagens de Ser Invisível, um dos melhores filmes do ano.

### Premiações
| Prêmio                                            | Data da cerimônia       | Categoria                           | Premiado(a)                                                     | Resultado | Ref(s) |
| ------------------------------------------------- | ----------------------- | ----------------------------------- | --------------------------------------------------------------- | --------- | ------ |
| Boston Society of Film Critics                    | 9 de dezembro de 2012   | Melhor Ator Coadjuvante             | Ezra Miller                                                     | Venceu    | [ 43 ] |
| Boston Society of Film Critics                    | 9 de dezembro de 2012   | Melhor Atriz Coadjuvante            | Emma Watson                                                     | Indicado  | [ 43 ] |
| Chicago Film Critics Association                  | 17 de dezembro de 2012  | Melhor Roteiro Adaptado             | Stephen Chbosky                                                 | Indicado  | [ 44 ] |
| Chicago Film Critics Association                  | 17 de dezembro de 2012  | Cineasta mais promissor             | Stephen Chbosky                                                 | Indicado  | [ 44 ] |
| Critics' Choice Movie Awards                      | 10 de janeiro de 2013   | Melhor Roteiro Adaptado             | Stephen Chbosky                                                 | Indicado  | [ 45 ] |
| Critics' Choice Movie Awards                      | 10 de janeiro de 2013   | Melhor Artista Jovem                | Logan Lerman                                                    | Indicado  | [ 45 ] |
| Detroit Film Critics Society                      | 14 de dezembro de 2012  | Desempenho inovador                 | Stephen Chbosky                                                 | Indicado  | [ 46 ] |
| Detroit Film Critics Society                      | 14 de dezembro de 2012  | Melhor Roteiro                      | Stephen Chbosky                                                 | Indicado  | [ 46 ] |
| Detroit Film Critics Society                      | 14 de dezembro de 2012  | Melhor Ator Coadjuvante             | Ezra Miller                                                     | Indicado  | [ 46 ] |
| Dorian Awards                                     | 18 de janeiro de 2013   | Filme LGBT do Ano                   | The Perks of Being a Wallflower                                 | Indicado  | [ 47 ] |
| GLAAD Media Award                                 | 20 de abril de 2013     | Excelente filme - grande lançamento | The Perks of Being a Wallflower                                 | Venceu    | [ 48 ] |
| Hollywood Film Festival                           | 23 de outubro de 2012   | Prêmio Destaque                     | Ezra Miller                                                     | Venceu    | [ 49 ] |
| Independent Spirit Awards                         | 23 de fevereiro de 2013 | Melhor Primeiro Filme               | Stephen Chbosky, Lianne Halfon, Russell Smith, e John Malkovich | Venceu    | [ 50 ] |
| MTV Movie Awards                                  | 14 de abril de 2013     | Melhor Performance Feminina         | Emma Watson                                                     | Indicado  | [ 51 ] |
| MTV Movie Awards                                  | 14 de abril de 2013     | Melhor Desempenho Inovador          | Ezra Miller                                                     | Indicado  | [ 51 ] |
| MTV Movie Awards                                  | 14 de abril de 2013     | Melhor Beijo                        | Emma Watson e Logan Lerman                                      | Indicado  | [ 51 ] |
| MTV Movie Awards                                  | 14 de abril de 2013     | Melhor Momento Musical              | Emma Watson, Logan Lerman e Ezra Miller                         | Indicado  | [ 51 ] |
| National Board of Review                          | 8 de janeiro de 2013    | Os 10 melhores filmes               | The Perks of Being a Wallflower                                 | Venceu    | [ 52 ] |
| People's Choice Awards                            | 9 de janeiro de 2013    | Filme de drama favorito             | The Perks of Being a Wallflower                                 | Venceu    | [ 53 ] |
| People's Choice Awards                            | 9 de janeiro de 2013    | Atriz dramática favorita            | Emma Watson                                                     | Venceu    | [ 53 ] |
| San Diego Film Critics Society                    | 11 de dezembro de 2012  | Melhor Roteiro Adaptado             | Stephen Chbosky                                                 | Indicado  | [ 54 ] |
| San Diego Film Critics Society                    | 11 de dezembro de 2012  | Melhor Atriz Coadjuvante            | Emma Watson                                                     | Venceu    | [ 54 ] |
| San Diego Film Critics Society                    | 11 de dezembro de 2012  | Melhor desempenho do conjunto       | The Perks of Being a Wallflower                                 | Venceu    | [ 54 ] |
| Festival Internacional de Cinema de Santa Bárbara | 29 de janeiro de 2013   | Prêmio Virtuoso                     | Ezra Miller                                                     | Venceu    | [ 55 ] |
| St. Louis Gateway Film Critics Association        | 17 de dezembro de 2012  | Melhor Roteiro Adaptado             | Stephen Chbosky                                                 | Indicado  | [ 56 ] |
| St. Louis Gateway Film Critics Association        | 17 de dezembro de 2012  | Melhor Atriz Coadjuvante            | Emma Watson                                                     | Indicado  | [ 56 ] |
| Teen Choice Awards                                | 11 de agosto de 2013    | Choice Movie: Drama                 | The Perks of Being a Wallflower                                 | Venceu    | [ 57 ] |
| Teen Choice Awards                                | 11 de agosto de 2013    | Choice Movie Actor: Drama           | Logan Lerman                                                    | Venceu    | [ 57 ] |
| Teen Choice Awards                                | 11 de agosto de 2013    | Choice Movie Actress: Drama         | Emma Watson                                                     | Venceu    | [ 57 ] |
| Teen Choice Awards                                | 11 de agosto de 2013    | Choice Movie Breakout: Actor        | Ezra Miller                                                     | Indicado  | [ 57 ] |
| Teen Choice Awards                                | 11 de agosto de 2013    | Choice Movie Liplock                | Logan Lerman e Emma Watson                                      | Indicado  | [ 57 ] |
| USC Scripter Award                                | 9 de fevereiro de 2013  | Melhor Roteiro Adaptado             | Stephen Chbosky                                                 | Indicado  | [ 58 ] |
| Washington D.C. Area Film Critics Association     | 10 de dezembro de 2012  | Melhor Roteiro Adaptado             | Stephen Chbosky                                                 | Indicado  | [ 59 ] |
| Washington D.C. Area Film Critics Association     | 10 de dezembro de 2012  | Melhor Performance Jovem            | Logan Lerman                                                    | Indicado  | [ 59 ] |
| Writers Guild of America Awards                   | 17 de fevereiro de 2013 | Melhor Roteiro Adaptado             | Stephen Chbosky                                                 | Indicado  | [ 60 ] |